# Senecio crassissimus
Senecio crassissimus é uma espécie de planta da família Asteraceae. É endémica de Madagáscar. É comum como planta ornamental.